# The Periodic Table of Videos
The Periodic Table of Videos (La tavola periodica dei video) è una serie di video ospitati su YouTube prodotti da Brady Haran, un ex videogiornalista della BBC, in cui compaiono il professor Martyn Poliakoff (conosciuto dai fan come The Professor), Peter Licence, Stephen Liddle, Debbie Kays, Neil Barnes, Sam Tang e altri scienziati dell'Università di Nottingham.

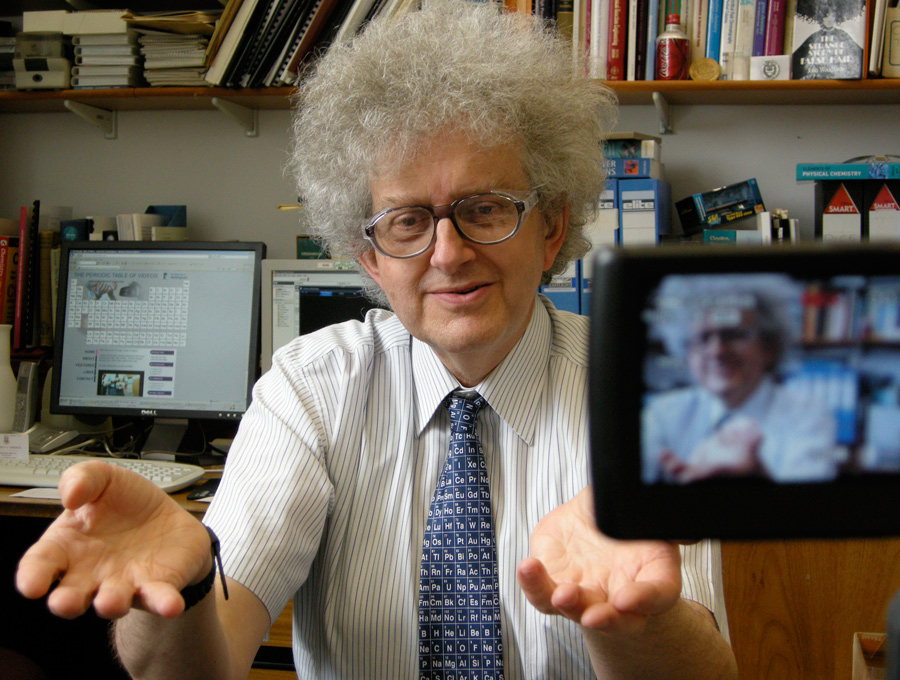
Martyn Poliakoff durante le riprese

Le prime registrazioni iniziarono il 9 giugno 2008 e i primi video vennero terminati il 17 luglio dello stesso anno. La serie comprende video, lunghi alcuni minuti, per tutti i 118 elementi conosciuti della tavola periodica ma anche riguardo ad altre sostanze chimiche o determinati argomenti sempre riguardanti la chimica che possono interessare il pubblico.
Il personaggio maggiormente presente nei video è il professor Martyn Poliakoff che è stato reso celebre dalla sua particolare capigliatura che ricorda Einstein o uno " scienziato pazzo " il quale è molto felice per il successo che stanno avendo i video a tal punto da dichiarare: "Con alcune ore di lavoro, ho tenuto una conferenza a più studenti di quanti ne abbia raggiunti nella mia intera carriera."
Commenti positivi ed entusiastici sono stati fatti non solo dal pubblico ma anche da parte del mondo scientifico e accademico, tra cui il Premio Nobel per la Chimica Roald Hoffmann che ha elogiato il progetto dichiarando che è "come il miglior reality show che abbia mai visto—l'Universo che si svela, elemento per elemento."
Alcuni video rappresentano alcuni esperimenti pericolosi che non possono essere riprodotti in una classe o in un laboratorio scolastico. I presentatori prendono tutte le precauzioni del caso e avvertono dei possibili rischi prima di effettuare la prova. L'obiettivo dei video è quello di portare la Chimica a una nuova generazione di studenti, entusiasmandoli per la scienza e facendo capire loro come pensano i chimici e quali sono gli obiettivi a cui si sta lavorando nel mondo nella Chimica.
Questo gruppo di lavoro ha effettuato anche due esibizioni all'esterno dell'Università: la prima nel maggio 2009 al Broadway Media Centre di Nottingham mentre la seconda nel luglio 2010 all'Euroscience Open Forum di Torino.
The Periodic Table of Videos ha ricevuto un contributo di 25249 sterline in 19 gennaio 2010 da parte dell'Engineerig and Physical Sciences Research Council perché vengano prodotti nuovi video che parlino delle molecole di interesse generale (diossido di carbonio, metano, aspirina, ecc.).